# No es oro todo lo que reluce
"No es oro todo lo que reluce", también expresado como "no todo lo que brilla es oro", es un aforismo que indica que no todo lo que parece ser maravilloso o cierto resulta serlo realmente.

## Orígenes
La expresión, en varias formas, se originó durante el siglo XII o antes y puede datar de antes de Esopo.
En latín es «Non omne quod nitet aurum est». El monje francés Alain de Lille escribió: «No conserves como oro todo lo que brille como el oro» en 1175.
Geoffrey Chaucer dio dos versiones en inglés: «But al thyng which that shyneth as the gold / Nis nat gold, as that I have herd it told», en «The Canon's Yeoman's Tale» y «Hyt is not al golde that glareth» en «The House of Fame», que significarían «Pero todo aquello que como el oro brille / No es oro, pesar de que lo digan» y «No es oro todo lo que reluce», respectivamente.

## En la cultura popular
Led Zeppelin hace una referencia a la frase en la línea de apertura de "Stairway to Heaven": «There's a lady who's sure all that glitters is gold», que significa: «Hay una chica que está segura de que todo lo que reluce es oro».
Porta menciona este dicho en su canción «El síndrome de Peter Pan», en la que dice: «Ya lo dicen, no todo lo que reluce siempre es de oro».
Una canción  de la artista estadounidense de Tennessee Kate Earl, del álbum Tongue Tie de 2017, lleva por título “All that glitters” y la frase “All that glitters isn’t gold” (No todo lo que brilla es oro) es parte recurrente de esta canción.